# MLB Draft 1969
Der MLB Draft 1969 war der fünfte Draft, der von der Major League Baseball veranstaltet wurde. An erster Stelle wurde Jeff Burroughs von den Washington Senators ausgewählt. 

## Hintergrund
Die Kansas City Royals stellten mit der Auswahl von 90 Spielern im regulären Juni-Draft einen Rekord auf, darunter Al Cowens in der 84. Runde. Weitere bekannte Spieler, die ausgewählt wurden, waren Bill Madlock von den Washington Senators, Buddy Bell von den Cleveland Indians, Bob Boone von den Philadelphia Phillies und Ken Griffey sr. von den Cincinnati Reds. Der erste in diesem Jahr gedraftete Spieler, der in einem Spiel der Major League Baseball auf dem Platz stand, war der Pitcher Don Gullett, der am 10. April 1970 sein Debüt für die Cincinnati Reds gab. 

## Erstrundenwahlrecht
|  | = All-Star |  |  | = Baseball Hall of Famer |

| Pick | Spieler          | Mannschaft            | Position | Schule                       |
| ---- | ---------------- | --------------------- | -------- | ---------------------------- |
| 1    | Jeff Burroughs   | Washington Senators   | OF       | Long Beach, Kalifornien      |
| 2    | J.R. Richard     | Houston Astros        | RHP      | Ruston, Louisiana            |
| 3    | Ted Nicholson    | Chicago White Sox     | 3B       | Laurel, Mississippi          |
| 4    | Randy Sterling   | New York Mets         | RHP      | Key West, Florida            |
| 5    | * Alan Bannister | California Angels     | SS       | Buena Park, Kalifornien      |
| 6    | Mike Anderson    | Philadelphia Phillies | 1B       | Timmonsville, South Carolina |
| 7    | Paul Ray Powell  | Minnesota Twins       | OF       | Arizona State University     |
| 8    | Terry McDermott  | Los Angeles Dodgers   | C        | West Hempstead, New York     |
| 9    | Don Stanhouse    | Oakland Athletics     | RHP      | Du Quoin, Illinois           |
| 10   | Bob May          | Pittsburgh Pirates    | RHP      | Merritt Island, Florida      |
| 11   | Charlie Spikes   | New York Yankees      | 3B-OF    | Bogalusa, Louisiana          |
| 12   | Gene Holbert     | Atlanta Braves        | C        | Campbelltown, Pennsylvania   |
| 13   | Noel Jenke       | Boston Red Sox        | OF       | University of Minnesota      |
| 14   | Don Gullett      | Cincinnati Reds       | LHP      | Lynn, Kentucky               |
| 15   | Alvin McGrew     | Cleveland Indians     | OF       | Fairfield, Alabama           |
| 16   | Roger Metzger    | Chicago Cubs          | SS       | St. Edward’s University      |
| 17   | Don Hood         | Baltimore Orioles     | LHP      | Florence, South Carolina     |
| 18   | Mike Phillips    | San Francisco Giants  | SS       | Irving, Texas                |
| 19   | Lenny Baxley     | Detroit Tigers        | 1B       | Redding, Kalifornien         |
| 20   | Charles Minott   | St. Louis Cardinals   | LHP      | Covina, Kalifornien          |
| 21   | Gorman Thomas    | Seattle Pilots        | SS       | Charleston, South Carolina   |
| 22   | Balor Moore      | Montreal Expos        | LHP      | Deer Park, Texas             |
| 23   | * John Simmons   | Kansas City Royals    | SS       | Childersburg, Alabama        |
| 24   | Randy Elliott    | San Diego Padres      | 1B       | Camarillo, Kalifornien       |

* Hat keinen Vertrag unterschrieben